# Tatjana Besson

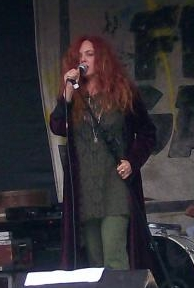
Tatjana Besson mit Freygang live bei einer Kundgebung für Mumia Abu-Jamal, 2007

Tatjana Besson, geb. Galler (* 1961 in Eisleben), ist eine deutsche Bassistin, Sängerin und Songwriterin. Sie war bei mehreren DDR-Bands und auch über die Zeit der DDR hinaus bestehenden Bands aus den Genres Punk und Blues(rock) aktiv. Sie ist eine der wenigen aktiven Musikerinnen dieser Szenen in der DDR.

## Leben
Tatjana Besson erlernte den Beruf der Hutmacherin. Danach studierte sie ab Anfang der Achtzigerjahre Zahnmedizin an der Humboldt-Universität in Ost-Berlin, beendete ihr Studium jedoch nicht. Seitdem betätigte sie sich hauptberuflich in der Musikbranche. Sie war zeitweise Managerin der DDR-Band Freygang und agierte selbst als Musikerin.
Besson war 1990 Mitgründerin der anarchistischen Vereinigung Autonome Aktion WYDOKS, für die sie im gleichen Jahr gemeinsam mit Gleichgesinnten wie dem Feeling-B-Punksänger Aljoscha Rompe, dem Freygang-Musiker Andre Greiner-Pol und dem Feeling-B-Keyboarder Christian Flake Lorenz (heute Rammstein) für Wahlen in der DDR kandidierte.
Im Januar 1990 beteiligte sich Besson an der Besetzung eines Hauses an der Rosenthaler Straße 68 in Berlin-Mitte. Dort wurde im Verlauf das Kulturhaus Im Eimer gegründet, das Probe- und Konzerträume enthielt. An dieser Besetzung beteiligten sich auch ihre Bandkollegen von Die Firma sowie die Musiker der Bands Freygang, Ichfunktion und ihre Freunde. Weiterhin probten und/oder lebten dort die Bands Blind Passengers, In Extremo, Rammstein, Tanzwut und Sandow. Das Klappcover der 1990 erschienenen Split-LP mit Freygang und Ichfunktion Die Letzten Tage Von Pompeji dokumentiert mit Fotos die Aktivitäten im Eimer.
Anfang der 1990er Jahre wurde bekannt, dass sowohl Besson als auch ihr Die-Firma-Bandkollege Frank „Trötsch“ Tröger Inoffizielle Mitarbeiter (IM) des Ministeriums für Staatssicherheit (MfS) der DDR waren.
Seit etwa dem Jahr 2000 betätigt sich Besson als Heilerziehungspflegerin. Sie ist nach wie vor musikalisch aktiv und lebt in Berlin.
Tatjana Besson ist die Mutter des Models und Schauspielers Merlin Esra Besson, der 1992 geboren wurde. Dessen Vater ist der frühere Die-Firma-Bandkollege und heutige Rammstein-Gitarrist Richard Kruspe.

## Musik
Seit 1983 – dem Gründungsjahr der Band – spielte Tatjana Besson Bass und sang bei der vorerst als Firma Trötsch gegründeten Punkband Die Firma. Die Band vertrat in ihren Texten DDR-kritische anarchistische Positionen. Die Band wurde durch DDR-weite Live-Auftritte bekannt. Wegen der Unmöglichkeit, Platten herauszugeben, vertrieb die Band selbst hergestellte Kompaktkassetten als Tonträger. Besson war neben Mita Schamal und Jana Schlosser von der zeitgleich gegründeten Punkband Namenlos eine der wenigen Frauen, die in der DDR-Punkszene als Musikerinnen auftraten. Bei der Band Die Firma spielte sie unter anderem auch mit den Rammstein-Musikern Christoph Schneider, Paul Landers und Richard Kruspe.
Außer bei der Firma beteiligte sich Besson an Musikprojekten wie Tacheles, das im Zusammenhang mit dem Kunsthaus Tacheles an der Oranienburger Straße in Berlin entstand, bei Kalabatek Exzek, Egon Kenner Band (Egon Kenner war seit 1984 Gitarrist der Band Freygang), Kleinste Zelle, Magdalene Keibel Combo.
Die Auftritte von Tatjana Besson sind geprägt von ihrer tiefen und teils rauen Stimme und von einer – für Punkverhältnisse – relativ statischen Haltung. Charakteristisch sind weiterhin dunkle, teils lange wallende Kleidung, die roten Haare sowie das Tragen von Hüten.
Im Jahr 1993 trennte sich Die Firma, seitdem spielt Besson bei Freygang den Bass.
Parallel zu ihren Aktivitäten bei Freygang betreibt Tatjana Besson zusammen mit Helmar Kreysig seit Ende der 1990er Jahre das Lyrik- und Musikprojekt kleinste zelle. Außer Bassgitarre spielt sie dort auch Flöte sowie Synthesizer. Helmar Kreysig spielt Gitarre, Drum-Machine, Synthesizer und singt. Besson singt bzw. rezitiert poetische Texte, die sowohl selbst verfasst sind als auch von Lyrikern bzw. Musikern wie Gottfried Benn oder Johnny Cash stammen.

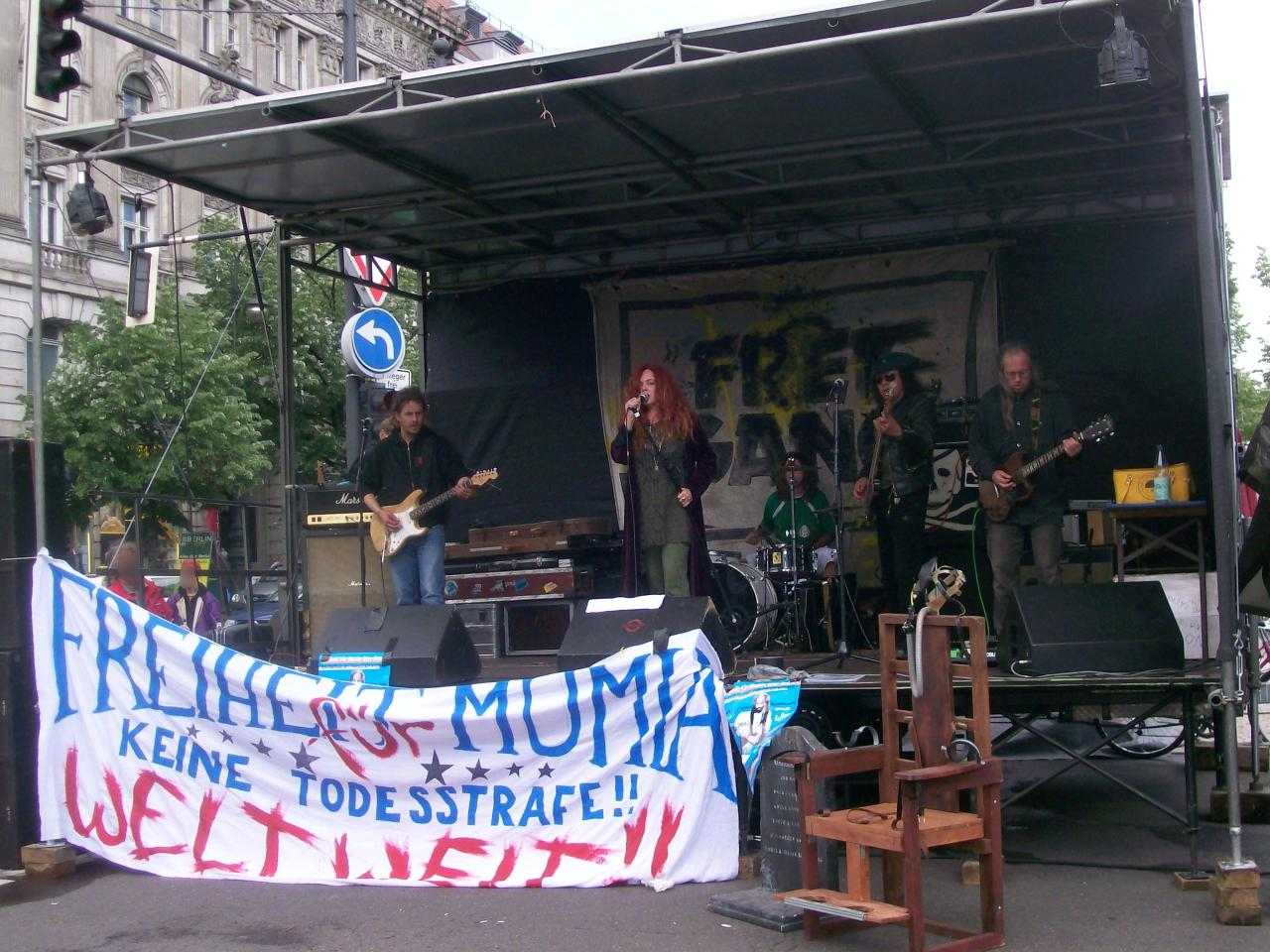
Freygang mit Tatjana Besson am Mikrofon während einer Solidaritätsveranstaltung zugunsten von Mumia Abu-Jamal

## Diskografie

### MitDie Firma
- o. J.:  Track Deserteur, erschienen auf Meine Heimat Der Osten Vol.1, Kassette, Compilation, erschienen auf Heimat Kassetten (HK 1)
- o. J. (1980er Jahre): Track Faschist, erschienen auf VEB Sampler Teil 1
- 1986: 1. Demo, Kassette, Album, Self-Release
- 1990: Live Paris 1990, Kassette, Live-Album, Self-Release
- 1990: Die Letzten Tage Von Pompeji, Split-LP mit Freygang und Ichfunktion, erschienen bei Peking Records (PRP 00490)[11]
- 1990: Track Alte Helden, auf Systemausfall – Ostsampler, CD, Compilation, erschienen auf Peking Records (SPV 084-62532)
- 1991: Die Firma, Kassette, Album, self-released
- 1991: Live im J.F.Z. Neuruppin, Kassette, Live-Album, Self-Release[12]
- 1991: Kinder Der Maschinenrepublik, CD, Album, erschienen auf BuschFunk (0081-2)
- 1991: Live Im Landei Bad Liebenwerda, Kassette, Live-Album, erschienen auf Heimat Kassetten (HK 16)
- 1992: Live (im Kellertheater Magdeburg), Kassette, Live-Album, erschienen auf Heimat Kassetten (HK 17)
- o. J. (1992): Die Firma – Live In Haldensleben, Kassette, Live-Album, Self-Release
- o. J. (1990er Jahre): Maschinenrepublik, Track auf dem Kassettensampler Kunst und Beton, erschienen auf Heimat Kassetten (HK 22)

### MitKalabatek Exzek
- 1989:  Wenn Ein Mensch Kurze Zeit Lebt, Kassette, Album, erschienen auf Hinterhofproduction (HP 89)

### MitThe Inchtabokatables
- 1993: Rosenrot, auf White Sheep, LP, erschienen auf Costbar (CLLP-6304-1)

### MitFreygang
- 1993: Die Kinder spielen weiter, CD, erschienen auf BuschFunk (0647-2)[13]
- 1997/2005: 20 Jahre Bewegung, VHS-Video bzw. DVD, Self-Release[13]
- 1998: Land unter, Album, erschienen auf BuschFunk[13]
- 2001: Aus Liebe, Album, erschienen auf BuschFunk[13]
- 2004: No 9, Album, erschienen auf BuschFunk[13]
- 2005: Am Wegesrand, Live-DVD, auf Flint Records (4021934155396)[13]
- 2009: Orange, Album, mit weiteren Mitgliedern von Die Firma, erschienen auf BuschFunk[13]
- 2009: Rau und Live in Hohenlobbese, Live-Doppelalbum, CD, erschienen auf BuschFunk[13]
- 2012: Rummelplatzbesitzer, Album, erschienen auf BuschFunk[13]
- 2015: Tanz Global, Album, erschienen auf BuschFunk[13]

### Mitkleinste zelle
- 1999: live at home, Album[14]
- o. J.: best off, Album
- o. J.: maria, Album
- 2003: durch jede stunde, Album[15]
- 2005: von unten, Album[16]
- 2010: Verlaufen, Album, CD[17]

### MitDritte Wahl
- 2005: Fortschritt, Album, erschienen auf Dritte Wahl Records und Scene Attack (SALP004)

## Film
Im Jahr 1992 beteiligte sich Besson als Schauspielerin an dem Spielfilm Herzsprung von Helke Misselwitz neben Ben Becker und Eva-Maria Hagen.